# .je
.je為英國王室屬地澤西島國家及地區頂級域（ccTLD）的域名，在1996年8月8日被注册。目前由Island Networks管理，除此之外该组织还同时管理.gg以及.as的域名。截至2019年1月，此顶级域有5个名称服务器。位于英吉利海峡内的活跃非营利组织（包括俱乐部等）在满足一定条件的情况下可以通过直接申请或通过注册商申请的方式获取免费的.org.je域名。

## 外部連結
- IANA .je whois information（页面存档备份，存于）
- Island Networks website（页面存档备份，存于）